# تیم ملی والیبال زنان اروگوئه
تیم ملی والیبال زنان اروگوئه تیم ملی والیبال زنان کشور اروگوئه است.